# 小行星8072
小行星8072（英語：8072 Yojikondo）是一颗围绕太阳公转的小行星。1981年4月1日，哈佛天文台在哈佛大学天文台发现了此天体。
这颗小行星的绝对星等为162.62912等。